# Francia császárhal
A francia császárhal (Pomacanthus paru) a sugarasúszójú halak (Actinopterygii) osztályának sügéralakúak (Perciformes) rendjébe, ezen belül a Pomacanthidae családjába tartozó faj.

## Előfordulása
A francia császárhal elterjedési területe az Atlanti-óceán. Nyugaton Floridától és a Bahama-szigetektől, a Mexikói-öblön és a Karib-térségen keresztül, Brazíliáig fordul elő. Keleten az Ascension-sziget és a Szent Pál-sziklái (St. Paul's Rocks) környékein található meg.

## Megjelenése
Ez a halfaj általában 28 centiméter hosszú, de akár 41,1 centiméteresre is megnőhet. A hal fekete színű. A testén levő pikkelyek, kivéve a fejen és hasi részen levőket, sárga szegélyűek. Mellúszói sárgás-narancsszínűek. A hátúszó vége, elvékonyodik és sárga színű. Pofája fehéres; szeme körül kék. A szivárványhártya külső része, kereken, sárga színű.

## Életmódja
A francia császárhal szubtrópusi, tengeri halfaj, amely a korallzátonyokon él. 3-100 méteres mélységben tartózkodik. A hal párban él. Tápláléka előgerinchúrosok, szivacsok, virágállatok és egyéb helyhez kötött élőlények. A fiatalok nagyobb halfajokat tisztítanak meg.

## Szaporodása
A pár, az ívási időszakban hevesen védi a területét. Ikrákkal szaporodik.

## Felhasználása
Csak kismértékben halássza az ember. Az akváriumok kedvelt hala. Húsát ízletesnek tartják. Frissen árusítják. Az akváriumokban könnyen nevelhető.
Néha Ciguatera mérgezést okozhat.